# Elías de León
Elías de León Aristegui (Minas, Lavalleja, 17 de agosto de 2005) es un futbolista uruguayo. Juega de delantero centro y su equipo actual es el Club Deportivo Maldonado de la Segunda División de Uruguay.

## Trayectoria
Comenzó a jugar al fútbol en Libertad en 2013, club de su ciudad natal, luego en 2014 continuó en las categorías infantiles de River Plate de la Liga Minuana de Fútbol Infantil y finalizó el baby fútbol en ese equipo, en un principio jugaba como mediocampista. Posteriormente inició su formación juvenil en Lavalleja Fútbol Club, en 2018 y 2019 alternó ente las categorías sub-14, sub-15 y sub-16. También defendió la selección de Minas sub-14 en el Campeonato Integración AUF-OFI 2019.
Se incorporó a las divisiones juveniles del Club Deportivo Maldonado en el año 2020, en su primera temporada jugó 10 partidos con la sub-15 pero no convirtió goles. Al año siguiente mostró un mejor nivel, fue uno de los goleadores de la sub-16 del club con 7 anotaciones, lo que le valió ser ascendido a Tercera División y jugó 5 partidos.
En 2022 tuvo gran actividad, ya que anotó 9 goles en 22 juegos con la sub-17, jugó 4 partidos con la sub-19 con la que convirtió un gol, tuvo más rodaje en Tercera División, estuvo presente en 14 partidos y colaboró con un tanto. Fue ascendido al equipo profesional, el entrenador Francisco Palladino lo convocó por primera vez para estar a la orden en la fecha 8 del Torneo Apertura 2022 contra Wanderers pero no tuvo minutos. Durante todo el 2022 estuvo en el banco de suplentes en 8 ocasiones con el primer equipo pero no ingresó.
Debutó como profesional el 7 de mayo de 2023, el entrenador Fabián Coito lo mandó al campo de juego en los minutos finales para enfrentar a Liverpool pero perdieron 4-2 en Belvedere, en lo que fue la fecha 14 del Torneo Apertura, disputó sus primeros minutos con 17 años. En el Torneo Intermedio tuvo más rodaje, estuvo presente en 5 partidos de los 7 que se jugaron, pero todos como suplente.
El 23 de octubre de 2023 tuvo su primera oportunidad como titular en la fecha 7 del Torneo Clausura, jugaron contra Nacional en el Parque Central, convirtió un doblete, ganaron 1-3 y fue elegido como el mejor jugador del partido.
Culminó la temporada 2023 con 16 partidos jugados y 3 goles convertidos. Deportivo Maldonado finalizó la tabla anual en la posición 12 entre los 16 clubes y no lograron clasificar a copas internacionales.
En 2024 tuvo participación irregular, estuvo presente en 18 partidos y anotó 1 gol pero descendieron de categoría.
Para el año 2025 le fue adjudicada la camiseta número 9 y comenzó como titular en Segunda División, en la primera fecha derrotaron 0-2 a Fénix.

## Estadísticas

### Clubes
Actualizado al último partido citado el 28 de junio de 2025.
| Club                             | Div.          | Temporada     | Liga  | Liga  | Liga   | Copas nacionales | Copas nacionales | Copas nacionales | Copas internacionales | Copas internacionales | Copas internacionales | Total | Total | Total  |
| Club                             | Div.          | Temporada     | Part. | Goles | Asist. | Part.            | Goles            | Asist.           | Part.                 | Goles                 | Asist.                | Part. | Goles | Asist. |
| -------------------------------- | ------------- | ------------- | ----- | ----- | ------ | ---------------- | ---------------- | ---------------- | --------------------- | --------------------- | --------------------- | ----- | ----- | ------ |
| C. Deportivo Maldonado · Uruguay | 1.ª           | 2022          | 0     | 0     | 0      | -                | -                | -                | —                     | —                     | —                     | 0     | 0     | 0      |
| C. Deportivo Maldonado · Uruguay | 1.ª           | 2023          | 16    | 3     | 0      | 1                | 0                | 0                | —                     | —                     | —                     | 16    | 3     | 0      |
| C. Deportivo Maldonado · Uruguay | 1.ª           | 2024          | 18    | 1     | 0      | -                | -                | -                | —                     | —                     | —                     | 18    | 1     | 0      |
| C. Deportivo Maldonado · Uruguay | 2.ª           | 2025          | 9     | 3     | 0      | -                | -                | -                | —                     | —                     | —                     | 9     | 3     | 0      |
| C. Deportivo Maldonado · Uruguay | Total club    | Total club    | 43    | 7     | 0      | 1                | 0                | 0                | 0                     | 0                     | 0                     | 44    | 7     | 0      |
| Total carrera                    | Total carrera | Total carrera | 43    | 7     | 0      | 1                | 0                | 0                | 0                     | 0                     | 0                     | 44    | 7     | 0      |
| 1.                               |               |               |       |       |        |                  |                  |                  |                       |                       |                       |       |       |        |

### Selección
Actualizado al último partido citado el 21 de abril de 2024.
| Selección         | Temporada         | Continental | Continental | Continental | Mundial | Mundial | Mundial | Amistosos | Amistosos | Amistosos | Total | Total | Total  |
| Selección         | Temporada         | Part.       | Goles       | Asist.      | Part.   | Goles   | Asist.  | Part.     | Goles     | Asist.    | Part. | Goles | Asist. |
| ----------------- | ----------------- | ----------- | ----------- | ----------- | ------- | ------- | ------- | --------- | --------- | --------- | ----- | ----- | ------ |
| Sub-20 · Uruguay  | 2024              | —           | —           | —           | —       | —       | —       | 1         | 0         | 0         | 1     | 0     | 0      |
| Sub-20 · Uruguay  | Total sel.        | 0           | 0           | 0           | 0       | 0       | 0       | 1         | 0         | 0         | 1     | 0     | 0      |
| Total selecciones | Total selecciones | 0           | 0           | 0           | 0       | 0       | 0       | 1         | 0         | 0         | 1     | 0     | 0      |